# Wacław III
Wacław III (ur. 6 października 1289, zm. 4 sierpnia 1306, Ołomuniec) – król Węgier i Chorwacji w latach 1301–1305 (jako V. László, czyli Władysław V), król Czech w latach 1305–1306 oraz niekoronowany król Polski w latach 1305–1306. Ostatni przedstawiciel czeskiej dynastii Przemyślidów.
Razem z Bezprymem należy do grupy władców Polski najczęściej pomijanych w ich zestawieniach, co zostało opisane jako forma damnatio memoriae.

## Pochodzenie
Wacław III był drugim synem pod względem starszeństwa (trzecim dzieckiem i jedynym synem, który dożył wieku dorosłego) króla czeskiego i polskiego Wacława II i pochodzącej z rodu Habsburgów Guty.
|  |                          |  |  |  |  |  |  |  |  |  |  |  |  |
|  | Wacław I Przemyślida     |  |  |  |  |  |  |  |  |  |  |  |  |
|  |                          |  |  |  |  |  |  |  |  |  |  |  |  |
|  |                          |  |  |  |  |  |  |  |  |  |  |  |  |
|  | Przemysł Ottokar II      |  |  |  |  |  |  |  |  |  |  |  |  |
|  |                          |  |  |  |  |  |  |  |  |  |  |  |  |
|  |                          |  |  |  |  |  |  |  |  |  |  |  |  |
|  | Kunegunda Hohenstauf     |  |  |  |  |  |  |  |  |  |  |  |  |
|  |                          |  |  |  |  |  |  |  |  |  |  |  |  |
|  |                          |  |  |  |  |  |  |  |  |  |  |  |  |
|  | Wacław II                |  |  |  |  |  |  |  |  |  |  |  |  |
|  |                          |  |  |  |  |  |  |  |  |  |  |  |  |
|  |                          |  |  |  |  |  |  |  |  |  |  |  |  |
|  | Rościsław Michajłowicz   |  |  |  |  |  |  |  |  |  |  |  |  |
|  |                          |  |  |  |  |  |  |  |  |  |  |  |  |
|  |                          |  |  |  |  |  |  |  |  |  |  |  |  |
|  | Kunegunda Halicka        |  |  |  |  |  |  |  |  |  |  |  |  |
|  |                          |  |  |  |  |  |  |  |  |  |  |  |  |
|  |                          |  |  |  |  |  |  |  |  |  |  |  |  |
|  | Anna Arpadówna           |  |  |  |  |  |  |  |  |  |  |  |  |
|  |                          |  |  |  |  |  |  |  |  |  |  |  |  |
|  |                          |  |  |  |  |  |  |  |  |  |  |  |  |
|  | Wacław III               |  |  |  |  |  |  |  |  |  |  |  |  |
|  |                          |  |  |  |  |  |  |  |  |  |  |  |  |
|  |                          |  |  |  |  |  |  |  |  |  |  |  |  |
|  | Albrecht IV Austriacki   |  |  |  |  |  |  |  |  |  |  |  |  |
|  |                          |  |  |  |  |  |  |  |  |  |  |  |  |
|  |                          |  |  |  |  |  |  |  |  |  |  |  |  |
|  | Rudolf I Habsburg        |  |  |  |  |  |  |  |  |  |  |  |  |
|  |                          |  |  |  |  |  |  |  |  |  |  |  |  |
|  |                          |  |  |  |  |  |  |  |  |  |  |  |  |
|  | Jadwiga z Kyburga        |  |  |  |  |  |  |  |  |  |  |  |  |
|  |                          |  |  |  |  |  |  |  |  |  |  |  |  |
|  |                          |  |  |  |  |  |  |  |  |  |  |  |  |
|  | Guta von Habsburg        |  |  |  |  |  |  |  |  |  |  |  |  |
|  |                          |  |  |  |  |  |  |  |  |  |  |  |  |
|  |                          |  |  |  |  |  |  |  |  |  |  |  |  |
|  | Burchard V von Hohenberg |  |  |  |  |  |  |  |  |  |  |  |  |
|  |                          |  |  |  |  |  |  |  |  |  |  |  |  |
|  |                          |  |  |  |  |  |  |  |  |  |  |  |  |
|  | Gertruda von Hohenberg   |  |  |  |  |  |  |  |  |  |  |  |  |
|  |                          |  |  |  |  |  |  |  |  |  |  |  |  |
|  |                          |  |  |  |  |  |  |  |  |  |  |  |  |
|  | Mechtylda z Tybingi      |  |  |  |  |  |  |  |  |  |  |  |  |
|  |                          |  |  |  |  |  |  |  |  |  |  |  |  |
|  |                          |  |  |  |  |  |  |  |  |  |  |  |  |

## Wojna o dziedzictwo po węgierskich Arpadach

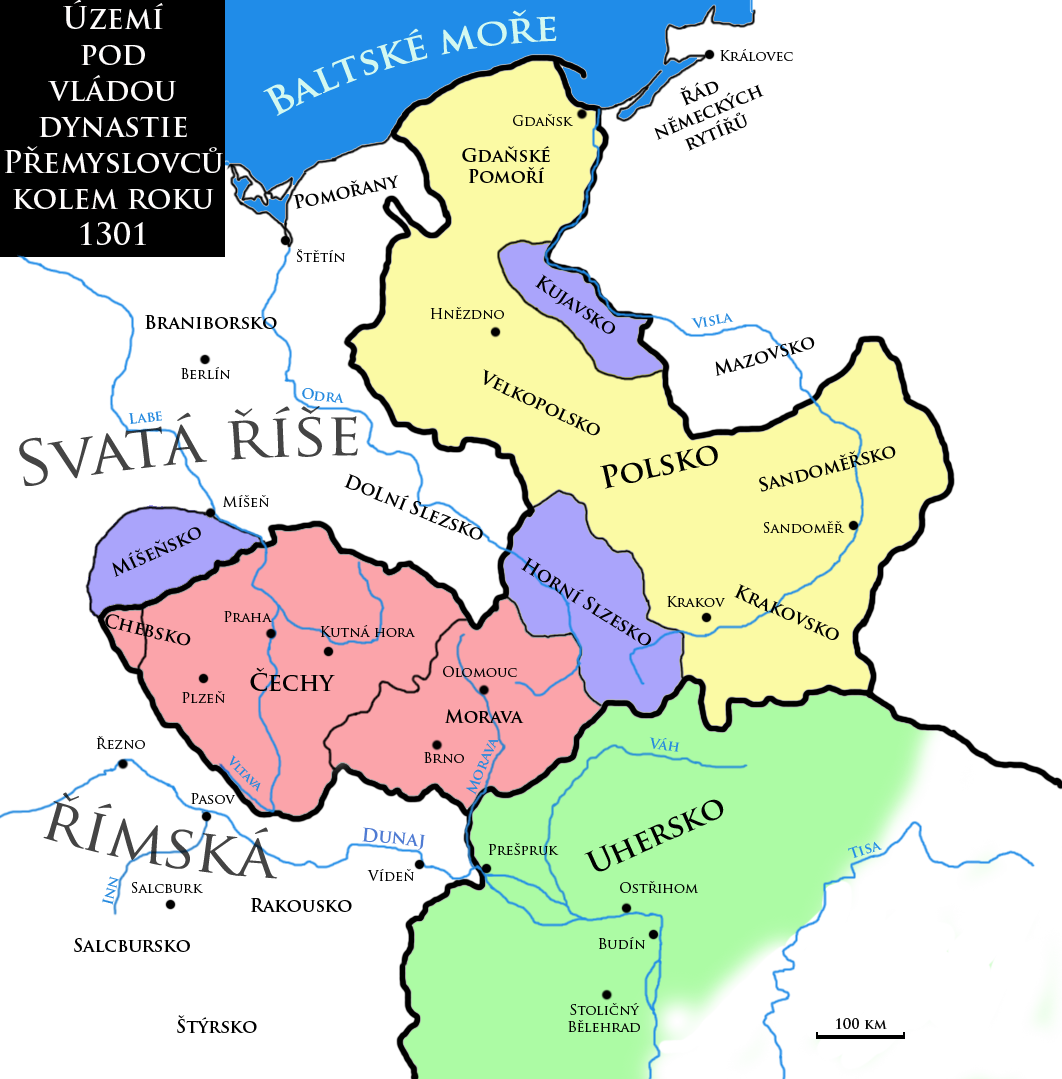
Ziemie pod panowaniem Wacława II (Królestwo Czech i Polski) oraz Wacława III (Węgry) w roku 1301

Od wczesnych lat Wacław był kreowany przez ojca na dziedzica tronów – nie tylko czeskiego i polskiego (po 1300), ale także węgierskiego.
Szansa na przejęcie tronu węgierskiego po raz pierwszy pojawiła się na początku 1298 r., kiedy podczas zjazdu w Wiedniu (spotkali się tutaj Wacław II, król węgierski Andrzej III i Albrecht Austriacki, a omawiano m.in. sprawę detronizacji króla rzymskiego Adolfa) doszło do zaręczenia córki ostatniego władcy z dynastii Arpadów – Elżbiety z dziewięcioletnim wówczas Wacławem. W przyszłości małżeństwo to miało zapewnić Wacławowi III tron węgierski, w razie gdyby Andrzej nie doczekał się męskiego dziedzica.
Z pozoru prostą sprawę komplikował fakt ogłoszenia przez zbuntowanych przeciw Andrzejowi III możnowładców nowego kandydata na króla – pochodzącego z Neapolu a popieranego przez papieża Bonifacego VIII – Karola Roberta Andegaweńskiego.
Mimo oporu Andrzeja III, Karol Robert pojawił się w czerwcu 1300. w dalmatyńskim Splicie, a jego władzę uznał arcybiskup ostrzyhomski Grzegorz oraz należąca do Węgier Chorwacja.
Niespodziewana śmierć 14 stycznia 1301 r. ostatniego króla z dynastii Arpadów, Andrzeja III, wbrew pozorom nie ułatwiła sprawy stronnictwu andegaweńskiemu zwłaszcza że dwaj potężni możnowładcy mający swoje dobra na Słowacji – Amadej Aba i Mateusz Czak, zajęli postawę wyczekującą.
Dodatkowo sprawa się skomplikowała, kiedy przeciwnicy Karola Roberta rozpoczęli rozmowy z Wacławem II w sprawie kandydatury jego jedynego syna na tron węgierski. W maju 1301 r. możni na sejmie w Budzie zdecydowali się na warunkowy wybór Wacław III na króla. Szczegółowe rozmowy toczyły się następnie w czeskim Brnie, gdzie Wacław II zgodził się ze wszystkimi postulatami strony węgierskiej, obracającymi się wokół zapewnienia miejscowym możnym decydującego wpływu na rządy na Węgrzech.
27 sierpnia 1301 r. w Białogrodzie Królewskim (Székesfehérvár) doszło do uroczystej koronacji Wacława III na króla Węgier z jednoczesnym przyjęciem przez władcę imienia Władysława V.
Do najważniejszych stronników młodziutkiego Wacława (Władysława) na Węgrzech należał arcybiskup Kalocsy i zarazem kanclerz królestwa – Jan. Innym bliskim współpracownikiem króla na Węgrzech był biskup krakowski – Jan Muskata.
Koronacja nie oznaczała końca kłopotów, gdyż Karol Robert oraz jego stronnictwo nie zamierzali rezygnować z pretensji do spadku po Arpadach. Nieocenioną pomocą dla Andegawenów wykazał się zwłaszcza legat papieski – kardynał Mikołaj Boccassini, który został później wybrany papieżem Benedyktem XI, groził opornym interdyktem i zaczął przeciągać na stronę Karola nowych stronników.
31 maja 1303 r. papież Bonifacy VIII zdecydował się użyć ostatecznych argumentów w sporze, detronizując „Władysława V”, zwalniając jego zwolenników ze wszelkich przysiąg i nakazując uznanie pod groźbą klątwy Karola Roberta za króla Węgier. Wkrótce do koalicji antyczeskiej dołączył również zaniepokojony wzrostem potęgi wasala król rzymski Albrecht Habsburg oraz szukający pomocy w walce przeciwko Wacławowi – Władysław Łokietek.
Próby ratowania sytuacji przez Wacława poprzez sojusz z królem francuskim Filipem IV Pięknym nie przyniosły spodziewanych rezultatów.

## Rezygnacja z węgierskiego dziedzictwa, wojna w Polsce i śmierć Wacława II

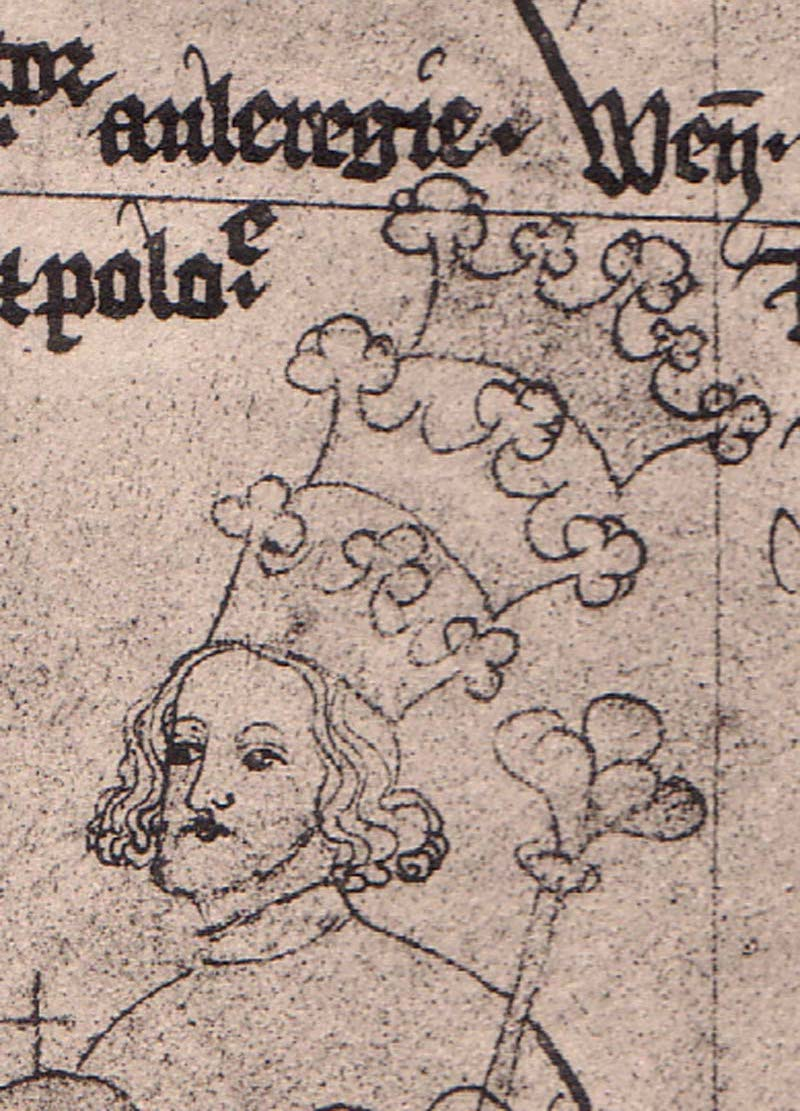
Wacław III

W 1304 r. Wacław II zmuszony był zbrojnie interweniować na Węgrzech, jednak nie zdoławszy zmusić przeciwnika do decydującej bitwy, wobec groźby najazdu Albrechta Habsburga na Czechy, ostatecznie wycofał się, zabierając ze sobą syna, insygnia koronacyjne królów węgierskich oraz grupę miejscowych możnych jako zakładników, co zresztą ostatecznie pogrążyło popularność Przemyślidów.

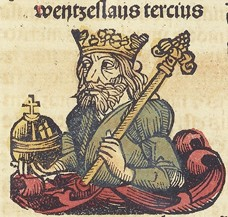
Wacław III, rycina z 1493 roku

Jednocześnie, dzięki pomocy węgierskich wrogów Wacława, po Małopolsce zaczęły krążyć wojska Władysława Łokietka, który jeszcze w 1304 r. zajął Wiślicę. Wprawdzie Wacławowi udało się odeprzeć koordynowany z dwóch stron najazd Albrechta Habsburga i Karola Roberta, lecz coraz pewniejsze wydawało się, że trzech tronów Przemyślidzi nie są w stanie utrzymać. W tej sytuacji Wacław II przekazał swoje prawa do Korony Świętego Stefana księciu Dolnej Bawarii Ottonowi III, który po kądzieli był wnukiem Beli IV
21 czerwca 1305 r. zmarł Wacław II, pozostawiając w rękach szesnastoletniego syna państwo szczelnie otoczone czyhającymi na błąd wrogami.

## Samodzielne rządy Wacława III, przygotowania do interwencji w Polsce
Młody król rządy rozpoczął od odsunięcia od władzy doradców ojca z Piotrem Aspeltem na czele. Głównymi pomocnikami Wacława III zostały osoby młodego pokolenia – kanclerz Piotr Angeli oraz rycerz Rajmund z Lichtenburga, którzy (według kronik) mieli na niego demoralizujący wpływ, co miało w krótkim czasie doprowadzić do upadku potęgi Przemyślidów.
Biorąc to pod uwagę, pierwsze posunięcia polityczne Wacława III można jednak uznać za udane. W sierpniu 1305 r. król zawarł mianowicie pokój z Albrechtem Habsburgiem w zamian za zwrot zastawionego wcześniej przez cesarstwo Chebu.
Również w stosunkach z Węgrami doszło do uspokojenia, na skutek zrzeczenia się przez Wacława pretensji do tronu na rzecz księcia dolnobawarskiego – Ottona Wittelsbacha (król oddał mu m.in. węgierskie klejnoty koronne), który teraz stanął na czele opozycji antyandegaweńskiej. Dzięki temu Wacław III wyplątał się z konfliktu węgierskiego, nie tracąc przy tym okazji do zemsty na przeciwniku. Innym sukcesem Wacława było wydanie swojej siostry Anny za księcia Karyntii i Tyrolu – Henryka, co umożliwiło mu znalezienie sojusznika na wrogim dotychczas terenie.
Fatalnie za to układała się sytuacja w Polsce, gdzie usamodzielnili się książęta kujawscy, Sandomierszczyznę i większość ziemi krakowskiej opanował Władysław Łokietek, zaś do Wielkopolski wkroczyły konkurujące ze sobą oddziały Henryka III głogowskiego i Bolesława III Rozrzutnego (obaj ostatni przyjęli zresztą tytuły „dziedzica Królestwa Polskiego”). Tylko dzięki ich wzajemnej rywalizacji rządy czeskie w Polsce nie uległy jeszcze całkowitej likwidacji.
Do ostrych walk doszło zwłaszcza na Kujawach, gdzie interesów Wacława pilnował starosta Paweł z Pausteina. Ostatecznie, w wyniku mediacji Krzyżaków, w styczniu 1306 r. udało się zawrzeć rozejm.
Polski, w przeciwieństwie do Węgier, Wacław III nie zamierzał jednak odpuszczać. 5 października 1305 r. młody Przemyślida zawarł małżeństwo z córką księcia cieszyńskiego, Mieszka – Wiolą Elżbietą, co miało zapewnić mu sojusz z książętami górnośląskimi. Następnie król wszedł w kontakty z Krzyżakami i Brandenburgią.
Szczególnie kontakty z tymi ostatnimi miały okazać się groźne, gdyż Wacław, nie widząc szans utrzymania w swoich rękach odległego Pomorza Gdańskiego, zdecydował się układem z 8 sierpnia 1305 r. odstąpić to terytorium Askańczykom w zamian za bliższą Czechom Miśnię.
Ostatecznie z nieznanych przyczyn układ nie wszedł w życie, ale fakt kupczenia częścią dziedzictwa nie przyniósł Wacławowi nowych zwolenników.
Wiosną 1306 r. realna władza Wacława w Polsce skurczyła się do kilku ośrodków nieopanowanych jeszcze przez Władysława Łokietka, Henryka Głogowskiego i Bolesława Legnickiego i jasne stało się, że tylko interwencja zbrojna może ten stan zmienić.

## Zamordowanie Wacława III w Ołomuńcu, bilans jego panowania

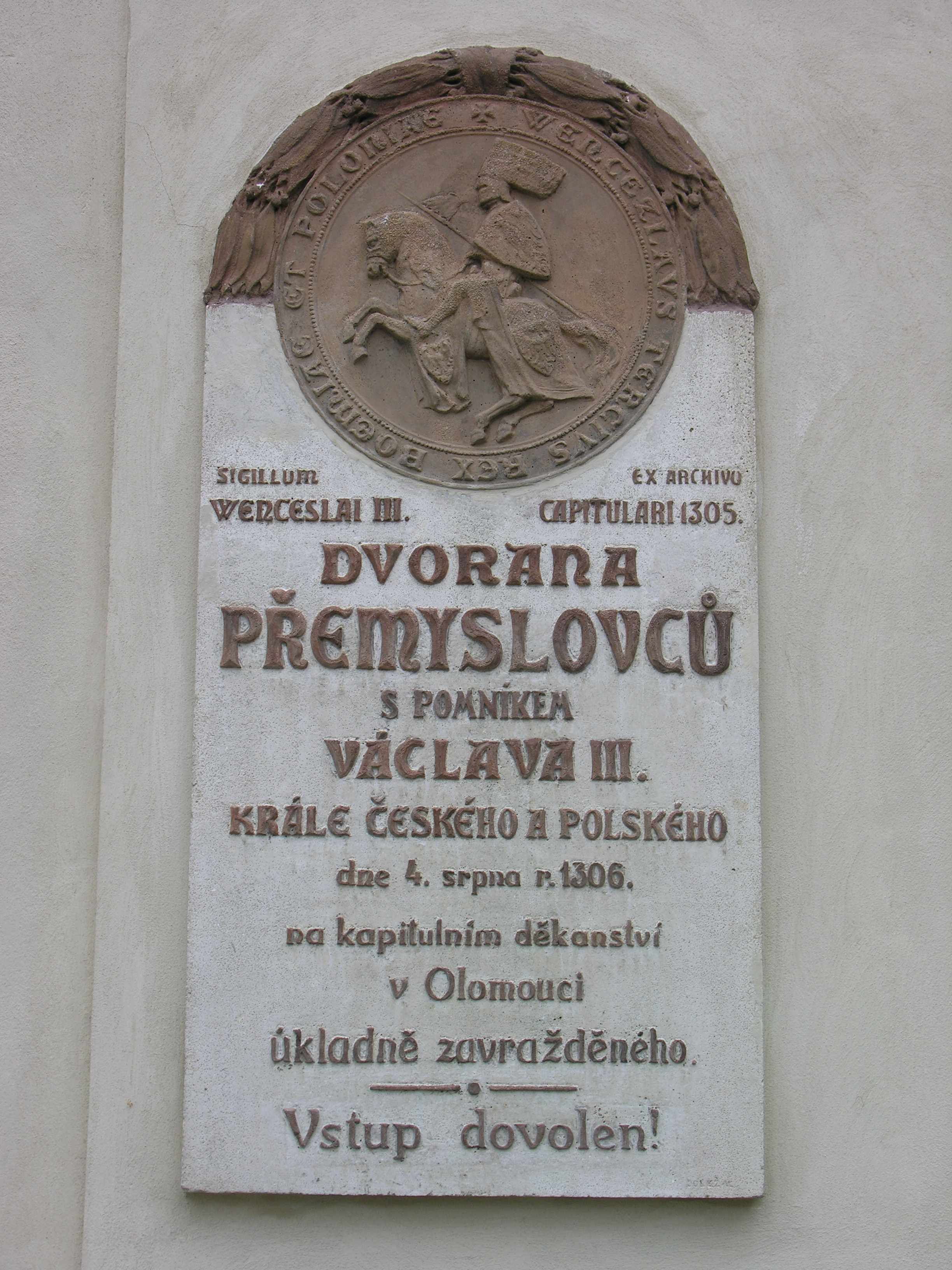
Tablica ku czci Wacława III w Ołomuńcu

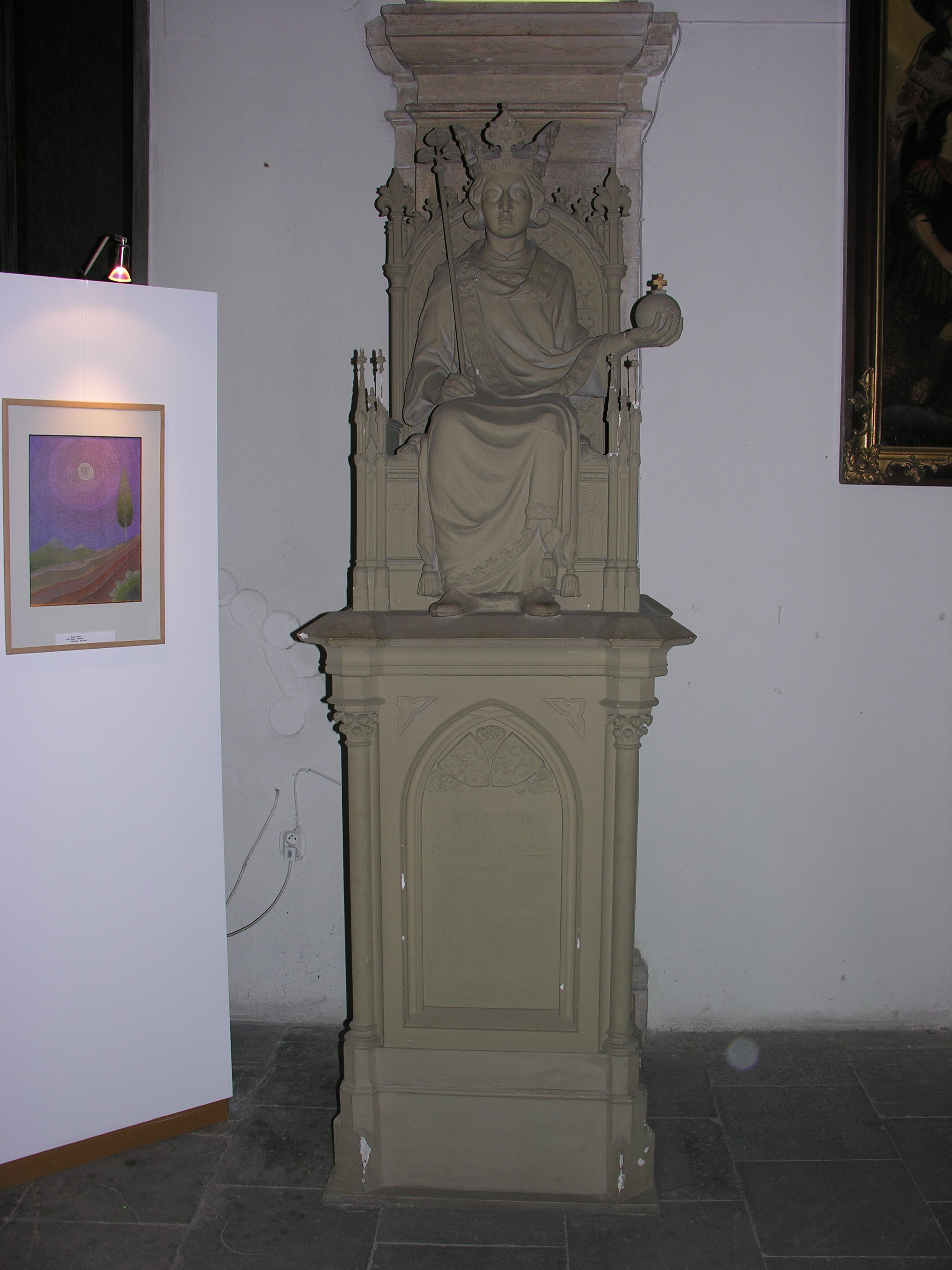
Pomnik Wacława III. Obecnie w podziemiach katedry w Ołomuńcu

Przygotowującego się do wyprawy na Polskę Wacława III zaskoczyła w Ołomuńcu na Morawach skrytobójcza śmierć z rąk najemnego niemieckiego żołnierza – Konrada z Botenštejnu, który zadał królowi, odpoczywającemu w gościnie u komornika morawskiego Albrechta ze Sternberga, trzy ciosy sztyletem.
Nigdy nie dowiedziano się, na czyje zlecenie działał morderca, gdyż ten – natychmiast po schwytaniu – został zabity. Oskarżenia wobec króla niemieckiego Albrechta Habsburga, Władysława Łokietka, bądź odsuniętych od władzy możnych czeskich na zawsze muszą więc pozostać w sferze przypuszczeń, zwłaszcza że wszelkie ewentualne ślady zostały skutecznie zatarte na skutek rabunku, jakiego dopuścili się żołnierze na wieść o śmierci króla.
Wacław III był ostatnim władcą czeskim z dynastii Przemyślidów, rządzącej Czechami przeszło sześć wieków (licząc od legendarnego Przemysła). Wprawdzie żył jeszcze przyrodni brat Wacława II, książę opawski Mikołaj I, od którego wywodziła się linia książąt śląskich (wygasła dopiero w 1521 r.), ale ponieważ książę pochodził z pozamałżeńskiego związku Przemysła Ottokara II, nie miał żadnych praw do następstwa w Pradze. Żył także nieślubny syn Wacława II Jan Volek, ale i on nie miał praw do następstwa. Wacław III miał być może nieślubną córkę Elżbietę.
Rządy Wacława III są zazwyczaj postrzegane przez historyków negatywnie. Czyni się młodego, wykształconego władcę (znał język czeski, niemiecki, węgierski i łacinę) odpowiedzialnym za upadek imperium ojca, nie zwracając uwagi na to, że już za życia Wacława II niezwykle agresywna polityka spowodowała izolację polityczną Przemyślidów.
Wacław III pochowany jest w bazylice Św. Jakuba w Zbrasławiu, dzielnicy Pragi